# 雄踏町宇布見
雄踏町宇布見（ゆうとうちょううぶみ）は静岡県浜松市中央区の大字。住居表示未実施。

## 地理
浜松市中央区の南西部に位置する。東で志都呂町及び志都呂二丁目、西で舞阪町弁天島、南で雄踏・篠原町・馬郡町・舞阪町舞阪、北で雄踏町山崎と接する。

### 河川
- 新川
- 九領川
- 大谷川
- 小山川

### 学区
小学校・中学校の学区は以下の通りである。
- 浜松市立雄踏小学校
- 浜松市立雄踏中学校

## 歴史

### 沿革
- 1889年（明治22年）4月1日 - 町村制の施行により、敷知郡宇布見村及び山崎村が合併して敷知郡雄踏村となる[WEB 8]。旧村名は雄踏村の大字として残る[書籍 1]。
- 1896年（明治29年）4月1日 - 郡制の施行により、浜松町の所属郡が浜名郡に変更となる。
- 1925年（大正14年）2月11日 – 雄踏村が町制施行して雄踏町となる。
- 2004年（平成16年）4月30日 - 浜松市志都呂町との間で境界変更が実施される[WEB 8]。
- 2005年（平成17年）4月1日 - 雄踏町が浜松市に編入される。大字宇布見から雄踏町宇布見に住所表示を変更する。
- 2007年（平成19年）4月1日 - 浜松市が政令指定都市となる。雄踏町宇布見は西区の一部となる。
- 2009年（平成21年）3月1日 - 住居表示の実施に伴い、雄踏町宇布見の一部を分割して雄踏一丁目・二丁目が新設される[WEB 9]。
- 2024年（令和6年）1月1日 - 浜松市の行政区再編により、雄踏町宇布見は中央区の一部となる。

## 施設
- 浜松市立雄踏幼稚園
- 浜松市立雄踏保育園
- 浜松市立雄踏小学校
- 浜松市立雄踏中学校
- 静岡県警察浜松西警察署雄踏町交番
- 浜松市雄踏協働センター
- 浜松市雄踏文化センター
- 浜松市立雄踏図書館
- 浜松市雄踏総合体育館
- 浜松市雄踏総合運動公園
- 浜松市雄踏総合グラウンド
- 浜松市宇布見公共マリーナ
- 浜松市ふれあい交流センターつつじ
- 浜松市雄踏斎場・雄踏墓地
- 遠州信用金庫雄踏支店
- JAとぴあ浜松雄踏支店
- 中村家住宅
- アツミテック雄踏工場
- クラベ雄踏工場
- 宇布見郵便局
- ウエルシア浜松雄踏店
- クリエイトSD浜松雄踏店
- ドラッグストアコスモス浜松雄踏店
- ファミリーマート浜松宇布見店
- 西之谷公園
- 臨済宗方広寺派 天王山 法雲寺
- 臨済宗方広寺派 醫王山 自保院
- 臨済宗方広寺派 安養山 妙楽寺
- 臨済宗妙心寺派 金龍山 道林寺
- 臨済宗妙心寺派 正覚山 法禅寺
- 臨済宗妙心寺派 栽松山 弘忍寺
- 金山天神社
- 津島神社
- 白山神社
- 日吉神社
- 息神社
- 浜松市外国人学習支援センター（U-ToC）
- ムンド・デ・アレグリア（外国人学校）

## 交通

### バス
- 遠鉄バス
  - 20志都呂宇布見線（山崎発着系統）：（浜松駅 方面（西伊場経由） - ）小山東 - 小山中／小山 - 小山／宇布見領家 - 宇布見中村／雄踏図書館 - 雄踏小学校／宇布見浅羽 - 宇布見西ヶ崎 - 白山橋（ - 山崎 方面）
  - 20志都呂宇布見線（舞阪駅発着系統）：（浜松駅 方面（西伊場経由） - ）宇布見マリーナ入口 - 雄踏中学北 - 雄踏中学入口（ - 舞阪駅 方面）
  - 37大久保線（平日開校日朝1便のみ運行）：（山崎 方面 → ）白山橋 → 宇布見西ヶ崎 → 浅羽東 → 雄踏中学北 → 宇布見マリーナ入口（ → 浜松駅（神ヶ谷経由） 方面）

### 道路
- 静岡県道49号細江舞阪線
- 静岡県道62号浜松雄踏線（雄踏バイパス）
- 静岡県道65号浜松環状線
- 静岡県道325号宇布見浜松線

## その他

### 警察
警察の管轄区域は以下の通りである。
| 番・番地等 | 警察署       | 交番・駐在所 |
| ---------- | ------------ | ------------ |
| 全域       | 浜松西警察署 | 雄踏町交番   |

### 消防
消防の管轄区域は以下の通りである。
| 番・番地等 | 消防署   | 本署/出張所 |
| ---------- | -------- | ----------- |
| 全域       | 西消防署 | 本署        |

### 指定文化財
- 中村家住宅（雄踏町宇布見4912、国指定有形文化財）[WEB 12]

### 書籍
1. ↑  『浜松市史 三』浜松市役所、1980年3月26日、176頁。

### WEB
1. ↑  “h02_22.csv”.   総務省 (2022年2月10日). 2024年7月27日閲覧。
2. ↑  “chuouku_menseki.xlsx”.   浜松市 (2024年3月12日). 2024年7月27日閲覧。
3. ↑  “静岡県 浜松市中央区 雄踏町宇布見の郵便番号 - 日本郵便”.   日本郵便. 2025年2月15日閲覧。
4. ↑  “市外局番の一覧”.   総務省 (2022年3月1日). 2024年7月27日閲覧。
5. ↑  “事業所案内及び管轄地域（事務所3件、分室3件）”.   一般社団法人静岡県自動車会議所. 2024年7月27日閲覧。
6. ↑  “住居表示実施状況／浜松市”.   浜松市 (2024年1月4日). 2024年7月27日閲覧。
7. ↑  “学校名から探す／浜松市”.   浜松市 (2024年1月1日). 2024年7月27日閲覧。
8. 1 2  “historyofcities.pdf”.   静岡県総務部合併推進室・財団法人静岡県市町村振興協会. 2024年10月11日閲覧。
9. ↑  “zissizennzi.pdf”.   浜松市. 2024年10月11日閲覧。
10. ↑  “雄踏町交番｜静岡県警察”.   静岡県警察 (2024年1月1日). 2024年7月27日閲覧。
11. ↑  “消防署の町別管轄「ゆ」／浜松市”.   浜松市 (2020年3月25日). 2024年7月27日閲覧。
12. ↑  “しずおか文化財ナビ 中村家住宅｜静岡県公式ホームページ”.   静岡県. 2024年12月10日閲覧。